# Ronald Hernández
Ronald Hernández, né le 4 octobre 1997 à Barinas, est un footballeur international vénézuelien. Il joue au poste d'arrière droit à Atlanta United en MLS.

## Biographie

### En sélection
Avec les moins de 20 ans, il participe au championnat sud-américain des moins de 20 ans en 2017. Lors de cette compétition, il est titulaire et joue neuf matchs. Le Venezuela se classe troisième de ce tournoi. Il dispute ensuite quelques mois plus tard la Coupe du monde des moins de 20 ans organisée en Corée du Sud. Lors de cette compétition, il est à nouveau titulaire et joue sept matchs. Le Venezuela s'incline en finale face à l'Angleterre.
Il joue son premier match en équipe du Venezuela le 10 octobre 2017, contre le Paraguay. Cette rencontre gagnée 0-1 rentre dans le cadre des éliminatoires du mondial 2018.

## Palmarès

### En club
- Champion du Venezuela en 2015 et 2016 avec le Zamora FC

### En sélection
- Finaliste de la Coupe du monde des moins de 20 ans en 2017 avec l'équipe du Venezuela des moins de 20 ans
- Troisième du championnat sud-américain des moins de 20 ans en 2017 avec l'équipe du Venezuela des moins de 20 ans